# Lamberto Dini
Lamberto Dini va néixer l'1 de març de 1931, i és un polític i economista italià, exprimer ministre i exministre de relacions exteriors d'Itàlia .
Proper a la Democràcia Cristiana en els seus inicis, va participar en el primer govern de Berlusconi com a ministre d'Economia el 1995. Després de la caiguda d'aquest govern, va abandonar les files del centre-dreta i es va convertir en primer ministre amb el suport del centre-esquerra. El seu govern va durar fins a les eleccions de 1996 que van donar la victòria a Romano Prodi que li va convertir en primer ministre, càrrec que posseiria fins al 2001. Al Parlament va formar el grup de Renovació Italiana el 1996, amb 26 diputats i 11 senadors.